# Paulien Verhaar
Paulien Verhaar (Amsterdam, 11 augustus 1999) is een Nederlandse langebaanschaatsster. Opgegroeid in Castricum is Verhaar begonnen met schaatsen in Alkmaar bij de Vereniging Kennemer IJsbaan. Voor haar studie Technische Geneeskunde is ze in 2017 naar Enschede verhuisd en heeft ze drie jaar voor KNSB RTC Oost geschaatst. In seizoen 2018/2019 heeft Verhaar het Junior World Cup-klassement op de 1500m en 3000m gewonnen en heeft ze bij het WK Junioren samen met Femke Kok en Robin Groot een zilveren medaille op de ploegenachtervolging gewonnen. In 2018 en 2019 startte Verhaar op de NK Afstanden.
In 2020 is Verhaar naar Heerenveen verhuisd en heeft ze onder leiding van Siep Hoekstra voor Team Frysk geschaatst. In deze periode is Verhaar twee keer in de top 10 geëindigd bij het NK Allround. Daarnaast schaatste Verhaar marathons voor Team Bouwbedrijf de Vries, onderdeel van Team Frysk. In december 2021 heeft zij haar eerste podiumplekken behaald tijdens de Trachitol Trophy (vierdaagse marathonwedstrijd), met de winst van het sprintklassement en de tweede plek in het algemeen klassement als eindresultaat. In februari 2022 boekte Verhaar haar eerste landelijke marathonzege.
In 2024 is Verhaar overgestapt naar het internationaal team, Global Speed Skating Project Chiemgau. De thuisbasis van het team is in Inzell. Ze richt zich met name op de 1500m. 
Verhaar studeert gezondheidspsychologie aan de Open Universiteit. In 2023 heeft zij haar bachelor Technische Geneeskunde behaald.
| Afstand    | Tijd    | Datum            | Baan       |
| ---------- | ------- | ---------------- | ---------- |
| 100 meter  | 11,23   | 15 maart 2017    | Leeuwarden |
| 300 meter  | 26,82   | 25 februari 2017 | Breda      |
| 500 meter  | 39,85   | 15 januari 2022  | Heerenveen |
| 700 meter  | 59,45   | 27 november 2016 | Hoorn      |
| 1000 meter | 1.18,55 | 1 maart 2022     | Leeuwarden |
| 1500 meter | 1.58,69 | 28 december 2022 | Heerenveen |
| 3000 meter | 4.11,73 | 28 oktober 2023  | Heerenveen |
| 5000 meter | 7.13,85 | 5 februari 2023  | Heerenveen |

## Resultaten
| Jaar | NK Afstanden                                | NK Allround             | WK Junioren                     |
| ---- | ------------------------------------------- | ----------------------- | ------------------------------- |
| 2019 | 15e 1500m 7e massastart                     |                         | 6e 1500m 5e 3000m 8e massastart |
| 2020 | 18e 1500m 14e 3000m 6e massastart           | NC9 (8e, 12e, 8e, -)    |                                 |
| 2021 |                                             | NC12 (9e, 15e, 11e, -)  |                                 |
| 2022 |                                             | NC10 (9e, 11e, 10e, -)  |                                 |
| 2023 | 10e 1500m 11e 3000m 8e 5000m 11e massastart | NC12 (12e, 12e, 10e, -) |                                 |
| 2024 | 16e 1500m 8e massastart                     |                         |                                 |

(#, #, #, #) = afstandspositie op allroundtoernooi (500m, 3000m, 1500m, 5000m).
NC9 = niet gekwalificeerd voor de laatste afstand, maar wel als 9e geklasseerd in de eindrangschikking